# Villa Vaca Guzmán
Villa Vaca Guzmán, llamada Muyupampa hasta 1947, es una localidad y municipio de Bolivia, capital de la provincia de Luis Calvo en el departamento de Chuquisaca. Tiene una superficie de 3747 km² y una población de 9720 habitantes (INE 2012).
La principal actividad económica de Villa Vaca Guzmán es la agricultura especialmente el cultivo de maní, ají y naranja. También se dedica al ganado bovino y a la pesca.

## Etimología
Originalmente el municipio se denominaba Muyupampa, que proviene del quechua "muyu" que significa redondo y "pampa" lugar plano. El 14 de noviembre de 1947 se creó por ley la provincia de Luis Calvo, y al mismo tiempo se determinó cambiar el nombre del municipio a Villa Vaca Guzmán, en honor del historiador, literato y diplomático boliviano Santiago Vaca Guzmán (1847-1896).

## Historia
El 13 de octubre de 1840 fue creada mediante ley la provincia de Azero en el departamento de Chuquisaca durante el gobierno de José Miguel de Velasco. Dentro de la provincia de Azero fue creada la segunda sección municipal el 24 de noviembre de 1909, teniendo como capital el pueblo de Muyupampa.

## Geografía
Limita al norte y al este con el departamento de Santa Cruz, al oeste con las provincias de Tomina y Hernando Siles, al este con el municipio de Huacaya y al sur con el municipio de Villa Montes, en el departamento de Tarija. La altitud promedio del municipio es de 1200 m s. n. m. y pertenece a la región del Chaco boliviano. Cuenta con un clima cálido con una temperatura media anual de 23 °C.
El municipio se ubica en un valle al pie de la serranía de Incahuasi, o "casa del Inca". Esta serranía es considerada como el último bastión de los Incas en la época precolombina, en los intentos de invadir y colonizar el chaco y los valles sureños.

## Demografía
De acuerdo con el censo boliviano de 2024, la población del municipio de Villa Vaca Guzmán es de 13 196 habitantes.
La población se mantuvo aproximadamente igual entre 1992 y 2012 y aumentó en más de un tercio entre 2012 y 2024:
| Año  | Habitantes (municipio) | Habitantes (localidad) | Fuente | Ref.   |
| ---- | ---------------------- | ---------------------- | ------ | ------ |
| 1900 | Sin cambios            | Sin cambios            | Censo  | [ 9 ]  |
| 1950 | Sin cambios            | 693                    | Censo  | [ 10 ] |
| 1976 | 8 976                  | 1 171                  | Censo  | [ 11 ] |
| 1992 | 9 611                  | 2 052                  | Censo  | [ 12 ] |
| 2001 | 10 748                 | 2 327                  | Censo  | [ 13 ] |
| 2012 | 9 720                  | 3 215                  | Censo  | [ 14 ] |
| 2024 | 13 196                 |                        | Censo  |        |

## Fiesta Patronal
Los pobladores de Muyupampa, hoy Villa Vaca Guzmán, eran devotos y siguen siéndolo de la Virgen del Carmen desde 1870 – 1875 aproximadamente, 30 años después de que las primeras casas fueran incendiadas por los aborígenes guaraníes.
Por algún accidente de la época, el vestuario de la Virgen del Carmen se quemó hacia los años 1945 aproximadamente y en ese entonces a solicitud de la señora Carmen Gorostiaga, la niña Nilda Corcuy Padilla donó su cabellera a la Virgen.
La devoción de Villa, Virgen del Carmen, era demostrada solicitando misa a los párrocos de manera individual, de tal forma que las misas ofrecidas duraban hasta el mes de septiembre de cada año.
De esta manera, se demuestra que el 16 de julio, solamente es una fiesta religiosa, donde se realiza una fiesta patronal para rendir culto a la Virgen del Carmen y por ninguna razón el 16 de julio puede ser fecha cívica.